# Maria Helena Taipo
Maria Helena Taipo (* 12. August 1961 in Chuhulo, Distrikt Malema, Provinz Nampula, Portugiesisch-Ostafrika) ist eine mosambikanische Politikerin und seit 2015 Gouverneurin der Provinz Sofala.

## Leben
Taipo schloss ihre Schulausbildung 1979 ab und studierte daraufhin Erziehungswissenschaften an der Katholischen Universität Mosambiks. Den Bachelor-Abschluss absolvierte sie im Jahr 2000, 2004 den Master in Verwaltungswissenschaften für Bildungsinstitutionen (direcção educacional).
Taipo arbeitete in Nampula als Leiterin der Provinzverwaltung für Arbeit, bevor sie 2005 von Präsident Armando Guebuza zur Arbeitsministerin berufen wurde. Dieses Ressort leitete Taipo bis zum Präsidentenwechsel 2015. 2013 wurde sie zur Vorsitzenden des Komitees für Arbeit der SADC gewählt. Das Oppositionsmedium Canal de Moçambique behauptete Beweise zu besitzen, die belegen sollen, dass Taipo Geld der Institut für Sozialversicherungen (INSS) veruntreut habe.
Guebuzas Nachfolger Filipe Nyusi ernannte Taipo im Frühjahr 2015 zur Gouverneurin der Provinz Sofala.
Taipo ist seit 2002 Mitglied der FRELIMO. 2015 wählte der Staatsfunk Rádio Moçambique Taipo zur „Person des Jahres“.

### Privat
Taipo ist seit 2010 verheiratet und hat drei Kinder.